# Henri Cartan
Henri Paul Cartan (Nancy, 8 luglio 1904 – Parigi, 13 agosto 2008) è stato un matematico francese, figlio di Élie Joseph Cartan e di Marie-Louise Bianconi.
Considerato uno dei più eminenti matematici del Novecento, ha contribuito al progresso di molte aree della matematica come la teoria delle funzioni analitiche, l'analisi complessa, la topologia algebrica e l'algebra omologica. È stato uno dei fondatori del Gruppo Bourbaki.

## Biografia

### Studi
Henri Cartan si interessò molto giovane alla matematica. Quando Henri aveva cinque anni, suo padre fu nominato docente alla Sorbona, per cui la famiglia si spostò da Nancy a Parigi. Henri Cartan studiò al Lycée Hoche di Versailles e al Lycée Buffon nel XV arrondissement di Parigi. 
Nel 1923, diciannovenne, entrò all'École normale supérieure di Parigi dove conobbe André Weil, a sua volta entratovi nel 1922 all'età di 16 anni. Henri Cartan ottenne il dottorato nel 1928 sotto la supervisione di Paul Montel: la sua tesi riguardava l'analisi complessa.

### Carriera
Dal 1928 al 1929 insegnò all'università di Caen, e dal 1929 al 1931 all'università di Lilla, ma Cartan restò molto legato all'École normale supérieure. Una delle sale del secondo piano del dipartimento di matematica dell'ENS porta ancora oggi il suo nome.
Nel 1931 diventò professore a Strasburgo. Dopo la pubblicazione dei suoi risultati sulle trasformazioni analitiche sui domini circolari, Henri Cartan fu invitato in Germania a Münster nel maggio 1931. Qui incontrò e divenne amico di Heinrich Behnke. Fu nuovamente invitato in Germania nel 1937.
Il 14 gennaio 1935 si svolse la prima riunione dei futuri membri del gruppo Bourbaki. Il loro primo convegno si tenne a Besse-en-Chandesse a luglio. In particolare, furono presenti Claude Chevalley, René de Possel, Jean Delsarte, Jean Dieudonné, Szolem Mandelbrojt e André Weil:
Il 14 settembre 1935 sposò Nicole Antoinette Weiss da cui ebbe due figli e tre figlie: Jean, Françoise, Étienne, Mireille e Suzanne.
Nel settembre 1939 scoppiò la Seconda guerra mondiale. Gli abitanti di Strasburgo furono evacuati e l'università fu spostata a Clermont-Ferrand. Henri Cartan vi insegnò per un anno prima di essere nominato, nel novembre 1940, professore alla Sorbona. Suo fratello, il fisico Louis Cartan, fu un membro della resistenza francese contro le forze naziste. Fu arrestato e deportato nel febbraio 1943; condannato a morte in agosto, fu giustiziato nel dicembre dello stesso anno. Henri ebbe la notizia della sua morte nel maggio 1945, alla fine del conflitto.
Nel 1945, terminata la guerra, Cartan ritornò ad insegnare all'Università di Strasburgo, e si adoperò per ristabilire i contatti con i suoi colleghi tedeschi e francesi.
Nel novembre 1946 Henri Cartan visitò il Mathematisches Forschungsinstitut di Oberwolfach, il centro che si avviava a diventare uno dei maggiori punti di incontro dei matematici di tutto il mondo nel quale ritornò successivamente più volte. Nel gennaio 1948, fu invitato all'Università di Chicago da André Weil. In quell'occasione incontrò all'aeroporto di New York Samuel Eilenberg. Visitò l'Università Harvard da febbraio a maggio. Questo non fu il primo invito che ricevette per recarsi negli Stati Uniti; nel 1942 aveva rifiutato per rimanere in Francia vicino alla sua famiglia, specialmente per suo padre che era all'epoca molto anziano.
Nel 1950 diventò presidente della Société mathématique de France. Rimase docente alla Sorbona fino al 1969.
Dal 1969 al 1975 è stato professore ad Orsay. All'École normale tenne i famosi seminari Cartan tra il 1948 e il 1964.
Andò in pensione nel 1975.

### Impegno politico
Nel 1974, Cartan si impegnò per la liberazione del matematico russo Leonid Plyushch, internato dalle autorità sovietiche in un ospedale psichiatrico. Durante un convegno internazionale di matematici tenuto quell'anno a Vancouver organizzò una petizione di mille firme per il suo rilascio. Fondò in quell'occasione il comitato dei matematici. Leonid Plyushch fu liberato nel gennaio 1976. Da allora il comitato difese vari matematici nel mondo, le cui posizioni politiche li mettevano in pericolo. Oggi esiste il Comitato di difesa degli uomini di scienza.
Sul piano politico, Henri Cartan difese l'idea di un federalismo europeo; dal 1974 al 1985, è stato Presidente del Movimento Federalista Europeo. Nel 1984, si presentò come candidato per il Parlamento Europeo e portò la "Lista per gli Stati Uniti d'Europa" alle elezioni europee, raccogliendo lo 0,4% dei suffragi espressi.

### Riconoscimenti scientifici
Dal 1967 al 1970, fu presidente dell'Unione Matematica Internazionale. Il 28 gennaio 1974 è stato eletto membro dell'Accademia francese delle scienze. Inoltre è stato membro di diverse accademie in Europa, Stati Uniti e Giappone, tra le quali: Accademia Reale danese delle scienze (1962), Royal Society di Londra (1971), American Academy (1950), National Academy delle scienze a Washington (1972), Accademia Reale del Belgio (1978), Accademia delle scienze di Gottinga (1971), Accademia Reale delle scienze di Madrid (1971), Accademia bavarese delle scienze 1974), l'Accademia del Giappone (1979), l'Accademia della Finlandia (1979), Accademia Reale Svedese delle Scienze (1981), Accademia Polacca delle Scienze (1985) e Accademia russa delle scienze (1999). 
Nel 1979 divenne uno dei membri onorari della London Mathematical Society. Ha ricevuto lauree all'onore da molte università tra cui l'ETH di Zurigo (1955) e le università di Münster (1952), Oslo (1961), Sussex (1969), Cambridge (1969), Stoccolma (1978), Oxford (1980), Saragozza (1985) ed Atene (1992). 
Nel 1992 organizzò il primo Congresso dei matematici europei che si tenne a Parigi.
Tra i premi da lui ricevuti i sono:
- Medaglia d'oro del Centro Nazionale della Ricerca Scientifica (CNRS) nel 1976.
- Premio Wolf della matematica nel 1980 diviso con Kolmogorov.
- Premio Pagels dell'Accademia delle scienze di New York per il suo impegno politico a favore del riconoscimento dei diritti dell'uomo.

### Risultati scientifici
Henri Cartan è conosciuto per i suoi studi sulla topologia algebrica, in particolare sulla coomologia e sui gruppi di omotopia.
I suoi seminari, tenuti a Parigi dal 1945 in poi, hanno riguardato le funzioni di variabili complesse, la teoria dei fasci, le sequenze spettrali e l'algebra omologica. I suoi studi hanno profondamente influenzato il pensiero di Jean-Pierre Serre, Armand Borel, Alexander Grothendieck e Frank Adams. I suoi allievi non sono stati numerosi. Tra essi vi sono Adrien Douady, Roger Godement, Max Karoubi, Jean-Pierre Serre e René Thom.
Nel 1937 introdusse il concetto di filtro e di ultrafiltro.
Nel 1956 ha pubblicato il libro Homological Algebra, con Samuel Eilenberg.